# Stoter

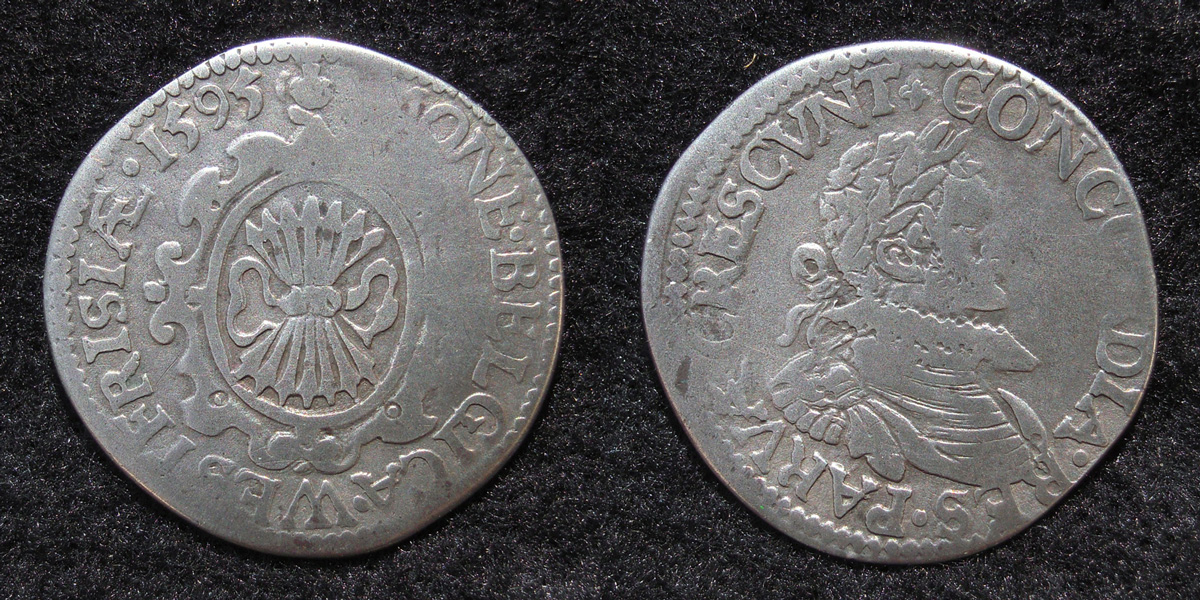
Westfriesland, 1/20 leicesterreaal of stoter, zilver, 1595, geslagen te Hoorn.

De stoter was een oudhollandse zilveren munt met een waarde van 2½ stuiver of 12½ cent. Dit muntstuk was in omloop in de 15e en 16e eeuw. Later werd het een rekenmunt.

## Etymologie
De stoter als munt wordt voor het eerst genoemd in 1360. De naam is gebaseerd op het werkwoord stoten. Men legt het verband met het slaan van munten. Een muntstempel werd ook wel stoter genoemd.
Ook wordt verband gelegd met het woord stuit “stomp afgeknot stuk”, vgl. ook stuiver en duit.

## Historie
De stoter duikt in de 15e eeuw op als Nederlandse benaming voor de Engelse groat, een zilveren munt die onder meer in het toen nog Engelse Calais werd geslagen en ook in de Nederlanden in omloop was. De waarde kwam grofweg overeen met de Bourgondische dubbele stuiver. Rond 1500 was door de verlaging van het zilvergehalte van de Bourgondische zilverstukken de koers van de stoter gestegen tot 2½ stuiver. De Engelse groat verdween, maar andere laat 16e-eeuwse zilverstukken van 2½ stuiver, zoals de 1/20 philipsdaalder en de 1/20 leicesterreaal werden ook stoter genoemd.
Die laatste werden aangemunt in de jaren van de opstand tegen het Spaanse gezag, toen Engeland de Nederlanden te hulp kwam en Robert Dudley, Graaf van Leicester als landvoogd werd aangesteld. Deze flamboyante graaf kwam al snel in aanvaring met de Staten van Holland. Toen de graaf in 1587 onverrichter zake vertrok, werd er geen poging meer gedaan een nieuwe vorst te vinden. De republiek was een feit.
De zilveren leicesterreaal, met de afgeleiden 1/5 leicesterreaal en 1/20 leicesterreaal of stoter, werden tijdens het bewind van Leicester ingevoerd volgens het “Muntplakkaat van Leicester” van  4 augustus 1586, en zijn in feite de eerste generaliteitsmunten. De munten uit de serie droegen de beeldenaar van Leicester en zijn nog tot 1597 aangemunt door meerdere gewestelijke munthuizen.
In de 17e eeuw verdween het muntstuk uit omloop, maar het begrip stoter bleef nog tot ver in de 19e eeuw in gebruik als rekeneenheid van 2½ stuiver en later 12½ cent.

## In het taalgebruik
In de 18e en 19e eeuw dook het begrip stoter nog op in de volksmond: 
- Stappen als een haan van een stoter: trots voortstappen; zo trots als een haan van koek of een stuk kinderspeelgoed, dat een stoter (12½ cent) kost.[6]
- Dat kost een stoter: dat kost wat, dat kost een smak geld.[7]